# La Grange Park, Illinois
La Grange Park là một làng thuộc quận Cook, tiểu bang Illinois, Hoa Kỳ. Năm 2010, dân số của làng này là 13579 người.

## Dân số
Dân số qua các năm:
- Năm 2000: 13295 người.
- Năm 2010: 13579 người.